# Вале (Виченца)
Вале је насеље у Италији у округу Виченца, региону Венето.
Према процени из 2011. у насељу је живело 553 становника. Насеље се налази на надморској висини од 61 м.